# Pognerée
Pognerée war ein französisches Volumenmaß in Montpellier. Das Maß ist in der Literatur sehr unterschiedlich angegeben, und so sind mindestens drei verschiedene Werte bekannt geworden.
Als sogenanntes Fruchtmaß waren
- 1 Pognerée = 4,4 Liter[1]
- 12 Pognerées = 1 Setier = 52,05 Liter[2] (= 41,159 Liter[3])
- 32 Pognerées = 4 Quart = 1 Setier = 41,158 Liter[4]
- 12 Pognerées = 4 Quart = 1 Setier = 2074,88 Pariser Kubikzoll = 41,158 Liter[5]

Als französisches Volumenmaß für Getreide in Toulouse galt
- 1 Pugnére/Pognerée = 1058 2/3 Pariser Kubikzoll = 21 Liter[6]

Die Maßkette war:
- 1 Setier = 4 Pugnéres/Pognerée = 32 Boisseaux = 4234 2/3 Pariser Kubikzoll = 84 Liter